# Râul Acmariu
Râul Acmariu este un curs de apă, afluent al râului Mureș.

## Hărți
- Harta județului Alba
- Harta munților Apuseni